# 時局図
時局図（じきょくず、中国語: 時局圖、別名は『時局全図』あるいは『東亜時局形勢図』）は、中国近代史における時事風刺漫画の一つである。当時の中国は列強による分割寸前の状況にあり、作者は国民への警鐘を鳴らすためにこの図を作成した。一般的には、『時局図』の作者は興中会メンバーの謝纘泰（1872年－1939年）とされている。添えられた題詞の作者については諸説あり、第一に姓名不詳の広東人、第二に作者の謝纘泰自身、第三に清末の政治家である黄遵憲（1848年－1905年）という説がある。
『時局図』は、最初は1898年7月に英領香港の新聞『輔仁文社社刊』に掲載された。その後、1903年に蔡元培が主編を務める上海の新聞『俄事警聞』にも転載されたが、その際には漫画の題名は『瓜分中国図』に改められた。

## 背景

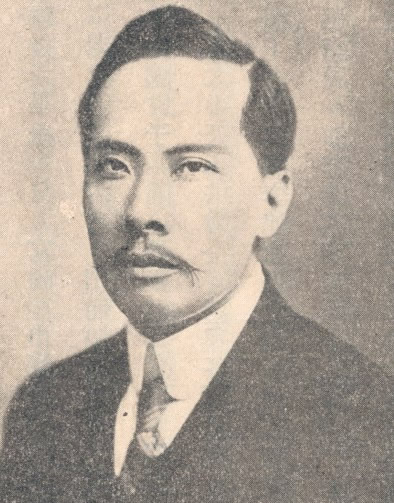
謝纘泰

当時の大清は日清戦争での敗北を経験し、さらにロシア帝国が東三省を侵食するなどしており、清末中国では「列強による中国の瓜分論」が盛んであった。西洋列強による領土割譲や賠償の動きが強まる中、上海の『知新報』は日本の『時事新報』を翻訳し、フランスが日本に送った外交照会「法國照會瓜分中國事」を掲載し、あわせて「中国分割図」、ドイツの風刺画『眠れる中国』、イギリスの風刺画『列強による中国分割』などを掲載した。このように、「列強による中国分割論」は外国新聞の社説や風刺画にも頻繁に見られた。
『時局図』の作者とされる謝纘泰は数学と手工技術に長けており、かつて飛行船の開発に心血を注ぎ、「中国号」飛行船の設計に成功した人物である。彼は中国の航空産業の発展を推進しようとしたが、清朝政府には受け入れられなかった。しかしその設計はイギリスに渡り、広く称賛と敬意を受けたという。このことから、謝は漫画の専門家ではなく、彼の作品は外国新聞の風刺画を翻訳・参考にしたものである可能性がある。
馮自由（1882年－1958年）は、1939年から1948年にかけての著作『革命逸史』の中で、謝が自ら『時局図』を描いていたことを回想している：
戊戌六月、纘泰は時局を憂い、特に『東亞時局形勢圖』を描き、国人を警めた。図中では、熊がロシア、犬がイギリス、蛙がフランス、鷹がアメリカ、太陽が日本、ソーセージがドイツを象徴している。その傍らには次のような題詞が記されている。「深く眠る我が中華、祖国を愛することはすなわち家庭を愛することと知るべし！国民よ、今こそ目覚める時、国土が瓜のごとく分断されるのを待ってはならぬ（中国語: 沉沉酣睡我中華，那知愛國即愛家！國民知醒宜今醒，莫待土分裂似瓜）」。
しかし、蔡元培が1903年に『時局図』を『俄事警聞』に転載した際には、次のように述べている：
この一枚の図は『瓜分中国図』と呼ばれている。おととし、ある人物がイギリスの新聞から翻訳したものである……この図を翻訳した人物は謝という姓で、香港で印刷され、色彩も鮮やかで、上海の別発洋行が委託販売していた……この図のおかげで、中国人の中には多くを知っている者もいたが、まだ大半は知らなかった。だからこそ、この図を『警聞』の創刊号の一番上に載せて、四億の中国人に目を見開いて見てもらい、胸に手を当ててよく考えてもらいたい。気づかないうちに、急いで対策を考えねばならないことになりかねないからである。

## 内容

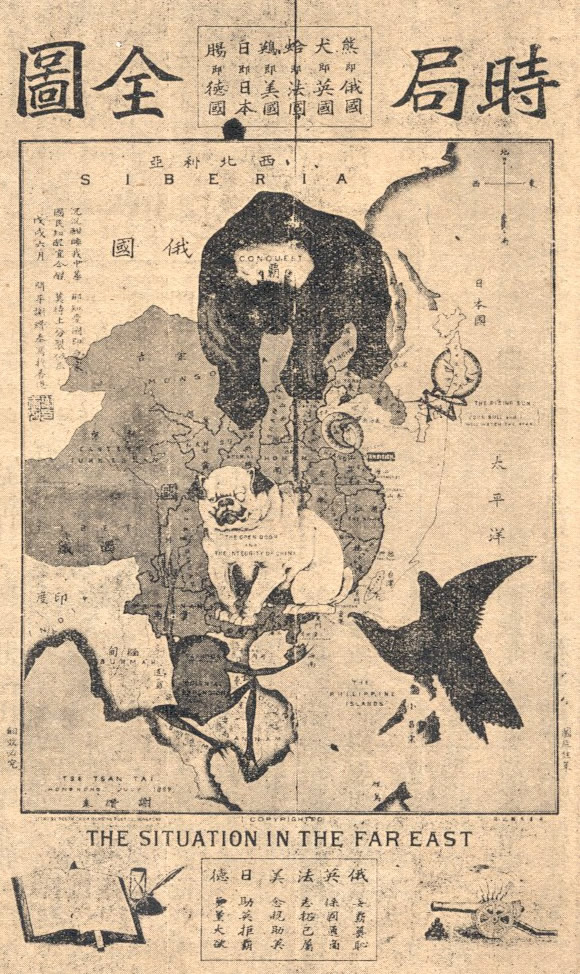
原版『時局図』

### 原版本
原版本の『時局図』は、おおよそ1890年から1898年の間に制作されたと推測されている。この漫画には5人の中国人の姿は描かれておらず、各国はすべて動物で表現され、注釈による解説が添えられていた。北方に位置する熊は東三省と蒙古を占拠しており、ロシア帝国を意味する。イギリス帝国は犬として描かれ、長江流域を占有している。インドシナ半島を押さえ、広東・広西・雲南に手を伸ばす蛙は、フランス第三共和政を象徴している。ソーセージはドイツ帝国を表し、山東を占めている。太陽は日本の比喩であり、その光線は台湾にまで伸びている。鷹はフィリピンを押さえながら中国領土に虎視眈々と狙いを定めており、列強と利益を分け合おうとするアメリカを示している。

### 新版本
新版『時局図』は彩色で描かれ、後の人々によって加工され改変されたものである。そこには発行日時が記載されておらず、誰が改変したのかについての文献も存在しない。ただし、これは1900年以降かつ、1904年2月の日露戦争勃発以前に作られた作品であり、現在広く流通している版本である。朱士嘉が1940年にアメリカ国立公文書記録管理局でこの版本を発見し、複製を作成し帰国して以来、すぐに多数の教材や著作で使用されるようになった。しかし、この版本の『時局図』は出所不明であり、注釈も不確かであるため、いくつかの意見の議論が存在する。
この版本では、5人の中国人の図像が登場する。1人は銅銭を手に掲げており、民衆の財産を掠め取る貪官を象徴している。もう1人は右手に酒杯を高く掲げ、左手で女性を抱きしめており、これは酒色に溺れ、民族の安危を顧みない土豪劣紳を表している。さらに1人は地面に横たわり、精力を失っている様子で、これはアヘンを吸う朝廷の官僚を象徴している。1人は馬のそばで重りを持ち武道を練習しており、もう1人は本を読んでいて、その本には「之乎者也（なり・けり・べけんや。難解な文語調の象徴）」と書かれている。二人は文状元と武状元を象徴しており、どちらもアヘンに溺れる官僚の罠に嵌っている。これは科挙試験など昇官の方途を通じて清朝に欺かれ愚弄される民衆を象徴している。
また、各国を象徴する動物にも若干の変更が見られる。元々イギリスを代表していた犬は、座っている姿から、猛虎が山を下りるような勢いで長江流域に伏している姿に変更された。日本を代表する太陽の光線は、もはや台湾島だけでなく、遼東半島や福建、中国内陸にも伸びている。さらに、珠江河口近くのマカオの位置には、新たにポルトガル王国を象徴するエビが加わり、ポルトガル領マカオを表している。
『時局図』の下方では、左から右にかけて、海を隔てて中国大陸を望む動物たちが順番に描かれており、それぞれの動物が以下の国々を象徴している：蛙（フランス）、駱駝（スイス）、牛（イタリア王国）、鼬鼠（オランダ王国、国旗を東インド植民地に掲げている）、皇冠を被る鷲（オーストリア＝ハンガリー帝国）。これらの欧州の国々は、いずれも中国に対する野心を持ち、時には直接的に中国への侵略に関与した。また、スイス国旗の右側にはギリシャ王国の、左側にはペルーの国旗が描かれているが、これらの国々には対応する動物は描かれていない。

### 「ドイツ問題」
前述の通り、新版本では動物が変更されているが、ドイツを象徴するものは曖昧に表現されており、いくつかの説が存在する。それぞれ、ソーセージ、蛇、虎の尾、およびドイツ国旗が挙げられている。
馮自由の『革命逸史』では、「ソーセージはドイツを表す」と記載されている。ドイツは多くのソーセージを生産しているが、ある人々はこれが広東語の「長蟲」（蛇を意味する俗語）の聞き間違えだと考えており、したがってドイツを表すものはヘビであると主張している。別の見解としては、新版本でのドイツの国旗が正しい代表物だとされており、これはドイツが膠州湾を強制租借したことを象徴している。また、虎の大きな尾が山東を取り囲んでいることは、イギリスが威海衛を強制租借したことを示しているとされる。しかし、諸説紛紛としており今なお結論は出ていない。

## 題詞

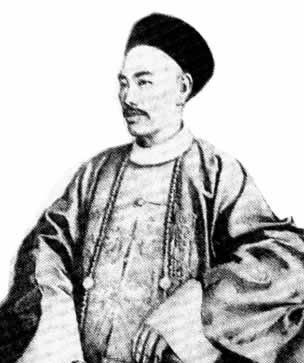
黄遵憲

新版本では、元々の注釈が削除され、「不言而喩，一目了然」の八字に置き換えられ、さらに題詞が追加されている。馮自由は、この題詞が謝纘泰本人によるものであると述べ、題詞は「沉沉酣睡我中華，那知愛國即愛家！國民知醒宜今醒，莫待土分裂似瓜。」であったと記している。しかし、一部の学者は、題詞が黄遵憲によるものであると考えており、黄遵憲が官職を辞した後に詠んだ詩『仰天』中の一節、「仰天撃缶唱烏烏，拍遍闌干碎唾壺。病久忍摩新髀肉，劫余驚撫好頭顱。藏名士株連籍，壁掛群雄豆剖圖。敢托鴆媒從鳳駕，自排閭闔撥雲呼。」の中の「群雄豆剖図」という表現が、まさに『時局図』を指していると言われている。
黄遵憲はかつて「最近西洋人の勢力範囲図というものを見た。なんと浙江から湖南に至る長江流域はイギリスの勢力範囲ということだった（中国語: 近見西人勢力範圍圖，竟將長江上下游及浙江、湖南指入英吉利屬內矣）」と述べており、この言葉は黄が『時局図』を見たことを証明するものであると思われる。しかし、当時は戊戌政変が起きたばかりで、維新派は清廷によって捕らえられ、黄遵憲は自らの立場を守るために慎重に行動していた可能性がある。そのため、『時局図』を堂々と掲げることには躊躇していたかもしれない。このため、黄遵憲が題詞を付けたという説については疑問を持つ者もいる。
朱士嘉が発見した版本には、前述の題詞だけでなく、新しい題詞も挿入されているが、誰が作成したかは記されていない。新しい題詞には大量の広東語方言が含まれているため、作者は広東出身であると考えられている。原文は以下の通りである：
何を頑張る！何を疑う！時局は明白だ、ちょっと見ればすぐに分かる。ほら、ロシアはまるで一匹の大きなクマのように極地に到達し、牙をむき出しにして爪を伸ばし、悪行を示している。山西、陝西、遼東、さらには直隷を踏みにじり、満洲やモンゴルも彼の支配下にある。彼は高麗を呑み込もうと一心に考えており、さらにその目をチチハルに向けている。もし彼に飲み込まれたら、将来、あらゆる土地が彼に踏みにじられるだろう。彼は見かけた人々を無差別に殺し、村を無慈悲に破壊し、その土地の中国人の命を砂のように軽く見ている！
（中国語: 爭什麼野氣！使什麼思疑！時局分明看一下便知。你看俄國好似一隻大羆狼到極地，張牙伸爪以惡為題：踏實山、陝、遼東兼及直隸，滿洲、蒙古都系他跨下東西；他一心想著吞高麗，又把眼神插住個齊齊哈爾；若然給他來吞噬，遍地將來被他踏低；他見著人就亂屠，村就亂毀，看當地中國人性命賤過沙坭！）

さらに恐れるべきは、フランスとロシアが同盟を組むことだ。ほら、フランスは両腕を広げ、大きな蛙のように構えている。彼は安南を拠点として占拠し、さらにシャムにまで手を伸ばし、瓊州を握り、両広をも欲しがっている。もし彼が吠えれば、四川、広東、雲南に問題を引き起こすだろう。
（中国語: 再怕有個法人同他合計，你看他伸開臂膀像一隻大田雞：他佔據安南作為根據地，還說暹羅那邊都是任他施為，攬住瓊州還說要兩粵東西；怕他呦聲來一吠，那時川、廣、雲南就惹問題。）

それゆえ、イギリスはまるで大きな虫のように彼と対抗している。両広を守ることを誓い、全力で長江流域を守っている。さらに、膠州湾はドイツの支配下に入り、イギリスは威海衛に尾を伸ばし、ロシアが南下してくると見越して、強大な力を発揮しようとしている。彼は左目を半分閉じ、飢えた鷹が星条旗を挿しに来るのを待っているのである。
（中国語: 故此英國好似一隻大蟲同他抵制：蟠藏兩廣誓不輸虧，他就全身枕住個長江位；又見膠州入了德國箍圍，故此伸尾搭藏威海衛，預備俄人南下他就發起雄威；寧可左眼暫留時半閉，等他飢鷹側翅插下個面花旗。）

さらに東洋（日本）がある。（中日両国は）まるで唇と歯のように一体であり、同文同種で互いに依存し合っていると言いながら、彼はその光を放ち、台湾に向けて照射し、さらにその光は重なり合ってわが国に入り込んで来るのだ。
（中国語: 還有東洋一個如唇齒，都說同文同種兩兩相依；那裡想到他又光射卻臺灣去，還有層層光，射影入迷離。）

ああ！私は笑いながらも腹が立つ。さらに、もう一つの小さな存在がある。彼はすべてが無駄で、眉の先が曲がり、あなたの広大な中原の土地を無駄にし、隅に隠れているだけで、何の活躍もしていない！彼は深い眠りに落ちていて、未だに目を覚まさない。彼は網を張っており、あなたが足を踏み出すのを難しくして、あなたを「なり・けり・べけんや」で惑わし、さらに「弓刀大石」であなたを鍛え続けて、ますます頑固にさせようとしている。役人は金銭を持って商売し、腹は虚しく、治療が非常に難しい。家庭の財主は何事にも関心を持たず、酒色に夢中で楽しんでいる。だが外にはまだあなたを陥れようと企んでいる者たちが多く、すぐにでも禍の機が動き出すだろう。ましてや、今日の事態はすでに目の前に迫っており、手を引くのは簡単ではない。もし中国人が今後も発奮して力を尽くさないなら、いったい何が待っているのだろうか！
（中国語: 唉！我好笑好嬲還有個只蝦仔，他一身咸氣重，八字須仔飛飛，枉費你中原如許大地，總系一角落藏，沒有作為！看他大睡長眠，猶是未起。他還張開羅網，等你起腳難飛，為的是『之乎也者』迷住你，為的是『弓刀大石』等你越練越更頑皮。當官的提住個金錢來做生意，兜肚陰虛實在難於醫治；個的財主人家諸事懶理，酒色昏迷樂此不疲。那知到外便還有好多謀住你，立刻時常會起禍機；況今日事已臨頭，收手未易；如果中國人再不奮發圖強還要等到什麼時候呢！）

## オマージュ
2022年10月1日、中華人民共和国建国73周年の国慶節に、香港のイラストレーター「阿塗」がSNS上に2022年版『時局図』を発表した。このイラストは、百年前の『時局図』を模倣し、2022年の東アジアおよび東南アジア情勢を風刺している。中国はパンダの姿で描かれ、そのリーダーである習近平は、皇帝の龍袍をまとい、毛主席語録と鎌を手にしており、廟号「清零宗（ゼロコロナ政策をもじったもの）」のイメージが反映されている。また、このイラストは、新型コロナウイルスの世界的流行下での中国の「封控、清零」政策、ロシアによるウクライナ侵攻、新疆の再教育キャンプ、南シナ海の領土紛争、カンボジアの詐欺団地などの問題にも触れて、中国とミャンマー軍政、台湾、香港・マカオ、南北朝鮮など周辺国との関係が描かれている。